# Stefano Marzo
Stefano Marzo (Lommel, 22 maart 1991) is een Belgisch voetballer die naast de Belgische ook de Nederlandse en de Italiaanse nationaliteit bezit. Hij speelt bij voorkeur in de verdediging. Marzo verruilde in 2020 KSC Lokeren voor Roda JC.

## Clubcarrière
Marzo begon met voetballen bij Lommel SK. In 2003 werd hij opgenomen in de jeugdopleiding van PSV. Daarvoor debuteerde hij onder trainer Fred Rutten op 15 december 2011 als basisspeler in de hoofdmacht in een thuisduel in de UEFA Europa League tegen Rapid Boekarest (2-1 winst). Marzo speelde die wedstrijd rechtsachter, tot hij in de zeventigste minuut werd gewisseld voor Stanislav Manolev.
Marzo brak niet door bij PSV en kwam zo terecht K. Beerschot AC. Toen die club in 2013 failliet ging, vertrok hij transfervrij naar sc Heerenveen. In het seizoen 2013/14 speelde hij zestien competitieduels, waarvan hij er negen won. Op 23 oktober 2016 maakte Marzo zijn eerste doelpunt in het betaald voetbal tegen Heracles Almelo.
In de zomer van 2017 toonde KSC Lokeren belangstelling voor de rechtsachter. Sc Heerenveen gunde Marzo de overgang en op 15 juni 2017 tekende hij een driejarig contract.

## Spelerstatistieken

### Overzicht als clubspeler
| Seizoen | Club             | Competitie      | Wedstrijden | Doelpunten |
| ------- | ---------------- | --------------- | ----------- | ---------- |
| 2011/12 | PSV              | Eredivisie      | 0           | 0          |
| 2012/13 | K. Beerschot AC  | Eerste klasse   | 19          | 0          |
| 2013/14 | sc Heerenveen    | Eredivisie      | 16          | 0          |
| 2014/15 | sc Heerenveen    | Eredivisie      | 35          | 0          |
| 2015/16 | sc Heerenveen    | Eredivisie      | 29          | 0          |
| 2016/17 | sc Heerenveen    | Eredivisie      | 33          | 1          |
| 2017/18 | KSC Lokeren      | Eerste klasse A | 25          | 1          |
| 2018/19 | KSC Lokeren      | Eerste klasse A | 2           | 0          |
| 2019/20 | KSC Lokeren      | Eerste klasse B | 1           | 0          |
| 2020/21 | Roda JC Kerkrade | Eerste divisie  | 37          | 3          |
| 2021/22 | Roda JC Kerkrade | Eerste divisie  | 39          | 5          |
| Totaal  | Totaal           | Totaal          | 236         | 10         |

Bijgewerkt op 19 juni 2022

## Erelijst
PSV Eindhoven
- KNVB Beker

2011/12